# Lamprosema trichogyialis
Lamprosema trichogyialis là một loài bướm đêm trong họ Crambidae.